# Ludwig I. (Teck)
Ludwig I. von Teck, († 1283), Herzog von Teck, war ein Sohn von Konrad I. von Teck und gehörte zu der Zähringer Seitenlinie der Herzöge von Teck. Er gilt als Stammvater der Oberndorfer Linie des Hauses Teck.

## Leben
Ludwigs Mutter ist nicht urkundlich belegt, evtl. war es eine Tochter des Grafen Hermann von Sulz.
Die erste urkundliche Nennung Ludwig I. erfolgte 1249 auf Burg Teck und erlaubte teckischen Dienstmannen Schenkungen an die Dominikanerinnen im Kirchheimer Kloster zu machen.
Im Jahre 1261 wird Owen das erste Mal in einer von Ludwig I. besiegelten Urkunde seines Dienstmannen Bertold „Übelritter“ von Owen erwähnt.
Als Inhaber des Schenkenlehens des Klosters St. Gallen und als Vogt des Klosters Alpirsbach ergaben sich zahlreiche Aktivitäten am oberen Neckar im Gebiet um seinen Eigenbesitz Burg Waseneck mit den Ortschaften Altoberndorf, Bochingen, Beffendorf und Waldmössingen.
Mitte des 13. Jahrhunderts gründet Ludwig I. die Stadt Oberndorf. 1272 stattet er das Dominikanerinnenkloster in Oberndorf mit Privilegien aus.
Bei einer Schlichtungsurkunde 1251 um die ritterlichen Befugnisse im Dorf Dornhan ist das erste Mal das tecksche Rautenschild als Wappenbild der Herzöge von Teck am Urkundensiegel hinterlegt. 1276 wird das Stadttor zu Dornhan urkundlich erwähnt.
Auch die Gründung der Stadt Rosenfeld wird mit Ludwig I. in Verbindung gebracht.
Urkundliche Nennungen weisen Ludwig I. die Teilnahme am Hoftag König Rudolf von Habsburg am 12. Mai 1275 in Augsburg zusammen mit seinem Bruder Konrad aus.
Ludwig I. von Teck verstarb 1283 und wurde am 24. Dezember 1283 in der teckschen Gruft in der Klosterkirche zu Kirchheim beigesetzt.

## Ehe und Nachkommen
Der Name seiner Ehefrau ist nicht urkundlich belegt, evtl. war es Irmelgard von Baden. Dies würde den Übergang der ehemals badischen Orte Marbach am Neckar und Lauffen am Neckar in den Besitz der Herzöge von Teck erklären.
- Ludwig II. († 1282), Herzog von Teck
- Hermann I., († 1292), Herzog von Teck
- Agnes ⚭ Konrad I. von Lichtenberg

Siehe auch: Stammliste der Herzöge von Teck